# Ladapeyre
 Ladapeyre  es una localidad y comuna de Francia, en la región de Lemosín, departamento de Creuse, en el distrito de Guéret y cantón de Guéret Norte.
Su población en el censo de 1999 era de 329 habitantes.
Está integrada en la Communauté de communes de la Petite Creuse.

## Demografía
| 451 | 495 | 391 | 380 | 336 | 329 |
| Para los censos de 1962 a 1999 la población legal corresponde a la población sin duplicidades (Fuente: INSEE [Consultar]) |     |     |     |     |     |